# Přemysl Ágnes meisseni őrgrófné
Přemysl Ágnes (ismert még mint Csehországi Ágnes, csehül: Anežka Přemyslovna, németül: Agnes von Böhmen; 1227 után – 1268. október 10.), a Přemysl-házból származó cseh királyi hercegnő, I. Vencel cseh király és Sváb Kunigunda királyné legifjabb leánya, aki III. Előkelő Henrik hitveseként meisseni és türingiai őrgrófné 1247-től 1268-as haláláig.

## Származása
Ágnes 1227 után született a cseh uralkodóház, a Přemysl-ház tagjaként. Apja I. Vencel cseh király, aki I. Ottokár cseh király és Magyarországi Konstancia királyné fia volt. Apai nagyapai dédszülei I. Ulászló cseh király és második felesége, Türingiai Judit (I. Lajos türingiai tartománygróf leánya), míg apai nagyanyai dédszülei III. Béla magyar király és Châtillon Anna királyné (Châtillon Rajnald antiochiai fejedelem leánya) voltak. Édesanyja a német nemesi Hohenstaufen-házbó való Kunigunda sváb hercegnő, Fülöp német király és Angelosz Irén leánya volt. Anyai nagyapai dédszülei Barbarossa Frigyes német-római császár és Burgundiai Beatrix grófnő (III. Rajnáld burgundi gróf leánya), míg anyai nagyanyai dédszülei II. Iszaakiosz bizánci császár és feltehetően Palaiologosz Irén voltak.
Ágnes hercegnő volt szülei öt gyermeke közül a negyedik, egyben a legfiatalabb felnőttkort megért leány. Két fivére III. Ulászló morva őrgróf és a későbbi II. Nagy Ottokár cseh király voltak, míg egyetlen leánytestvére Beatrix királyi hercegnő, aki III. Ottó brandenburgi őrgróf hitvese volt.